# Toshiki Tateishi
Toshiki Tateishi (立石俊樹, Tateishi Toshiki), né le 19 décembre 1993 à Ōdate (Préfecture d'Akita), est un acteur et chanteur japonais principalement actif sur la scène nippone.

## Biographie

### Jeunesse et formation
Dès son enfance, Toshiki Tateishi manifeste une grande passion pour le chant et s'exerce en imitant ses sœurs aînées. Il participe à de nombreux spectacles amateurs durant sa scolarité. Ayant grandi en milieu rural, il manifeste rapidement le souhait de rejoindre la capitale pour y faire carrière, une volonté qui déplaît à sa famille.
Après le lycée, poussé par l'envie d'exercer un « travail gratifiant, d'aider les gens et d'aller à Tokyo », il s'engage en tant que pompier dans une caserne tokyoïte, au sein du service incendie. Il y reste durant deux ans mais finit par démissionner pour poursuivre sa vocation artistique.
Un mois plus tard, il décroche une bourse d'études qui lui permet de se former au chant, à la danse et au théâtre.

### Débuts sur scène et découverte
Dès 2015, Toshiki Tateishi est sélectionné par son agence A-Light pour intégrer leur prochain boys band : orienté J-pop, le groupe est baptisé IVVY. Au sein de la bande, Tateishi est surnommé « le Prince ».
En parallèle, en avril 2017, il s'essaie à la comédie musicale en intégrant la distribution de Tenimyu, une franchise à succès basée sur le manga Prince du Tennis de Takeshi Konomi.
Après deux ans d'entraînement et de formation, les membres d'IVVY font leurs débuts officiels en octobre 2017.
L'année 2017 marque un tournant dans la carrière de Tateishi : ses performances sont remarquées et sa carrière sur les planches est désormais bien engagée. En outre, sa beauté et son parcours atypique sont fréquemment mentionnés dans la presse,.
Cette notoriété naissante lui permet de s'illustrer au cinéma et à la télévision. En 2019, il apparaît dans le court métrage Sensei to hosuto tantei ainsi que dans sa suite au format long, Sensei kara. En 2020, il tient l'un des rôles principaux du drama Chocolate War.

### Passage au premier plan et confirmation dans les rôles secondaires
En 2021, Toshiki Tateishi quitte IVVY pour se consacrer à sa carrière solo.
Courant mars 2021, il décroche son premier rôle principal dans le sixième spectacle tiré de Black Butler, The Public School's Secret, d'après le shōnen éponyme de Yana Toboso. Succédant à Yūya Matsushita et Yūta Furukawa, il prête ainsi ses traits et sa voix au majordome démoniaque Sebastian Michaelis. Il exprime dès lors sa volonté d'apprendre de ses prédécesseurs tout en y insufflant sa propre personnalité et son interprétation.
Cette même année, il campe Tybalt Capulet pour la nouvelle mouture de Roméo et Juliette, en alternance avec Hirohiro Yoshida ; la distribution prestigieuse comporte d'autres stars montantes (Shōma Kai, Mario Kuroba ou encore Kōta Shinzato) mais aussi des vedettes confirmées comme Sumire Haruno et Kōjirō Oka.
En 2022, il est à l'affiche de la comédie musicale phare Elisabeth : il y joue le jeune prince idéaliste Rudolf aux côtés de Shōma Kai, son partenaire de Roméo et Juliette. Très attendu après son annulation liée à la pandémie du COVID-19, le spectacle réunit notamment la célèbre Mari Hanafusa en Sisi, Yūta Furukawa / Ikusaburō Yamazaki dans le rôle de la Faucheuse et Mario Kuroba en Luigi Luchini. Les représentations s'étendent sur deux ans.
Pour la saison 2023-2024, il rejoint la distribution de LUPIN: The Secret of Countess Cagliostro où il s'illustre en Beaumagnan, ennemi et rival d'Arsène Lupin (Yūta Furukawa) face à la mystérieuse Joséphine Pellegrini-Balsamo (Reon Yuzuki). Le rôle de Beaumagnan est tenu alternativement par Toshiki Tateishi et Mario Kuroba, marquant ainsi la troisième collaboration de ces derniers.
Début 2025, il est annoncé au casting de Wild Grey. Cette biographie musicale et romancée se centre sur la relation entre Oscar Wilde (Tateishi), Robert Ross (Seiji Fukushi) et Alfred Douglas (Higashijima Misato). Il tient l'un des trois rôles principaux, en alternance avec Yūsuke Hirose.
A l'automne 2025, il retrouve le personnage de Sebastian pour une nouvelle comédie musicale adaptée de Black Butler, The Green Witch and the Werewolves.

## Vie privée
En 2023, Toshiki Tateishi annonce son mariage avec une femme inconnue du grand public.

## Filmographie

### Cinéma
- 2019 : Sensei to hosuto tantei : Kosaku Mamiya (court métrage)
- 2019 : Sensei kara : Kosaku Mamiya
- 2021 : Tsunagara Radio ~Our Rainy Days~ : Banto

### Télévision
- 2020 : Chocolate War : Kota Shinoda
- 2020 : Shanai marijji hanî : Kaimi Mochizuki
- 2022 : Flair Bartender'z : Tōya Natsume
- 2022 : Kabe Sa Dōjin Sakka no Nekoyashiki-kun wa Shōnin Yokkyū o Kojiraseteiru (en): Tsubasa Yahiro

## Performances scéniques
- 2017-2020 : Tenimyu : Seiichi Yukimura
- 2018-2025 : MANKAI STAGE『A3!』: Itaru Chigasaki
- 2021 / 2024 : Black Butler : The Public School's Secret : Sebastian Michaelis
- 2021 : Roméo et Juliette : Tybalt Capulet (en alternance avec Hirohiro Yoshida)
- 2021 : Nigeru wa Haji da ga Yaku ni Tatsu (en) : Hiramasa Tsuzaki
- 2022-2023 : Elisabeth : Rudolf (en alternance avec Shōma Kai)
- 2023 : Pacific Overtures : Nakahama Manjirō (en alternance avec Eiji Wentz)
- 2023 : I’m donut ? : Konase Tsubura
- 2023 : Hamamura Nagisa no keisan nōto : Tatsuyuki Muto
- 2023-2024 : LUPIN: The Secret of Countess Cagliostro : Beaumagnan
- 2024 : Violet (comédie musicale) (en) : Monty
- 2024 : Blue Egoist : l'enfant du Démon
- 2025 : Wild Grey : Oscar Wilde (en alternance avec Yūsuke Hirose)
- 2025 : Black Butler : The Green Witch and the Werewolves : Sebastian Michaelis